# نویمارکت ایندر اشتایرمارک
نویمارکت ایندر اشتایرمارک (به آلمانی: Neumarkt in der Steiermark) یک منطقهٔ مسکونی در اتریش است که در مورو واقع شده‌است. نویمارکت ایندر اشتایرمارک ۱۶۳٫۵۵ کیلومتر مربع مساحت دارد ۸۴۷ متر بالاتر از سطح دریا واقع شده‌است.

## خواهرخوانده
شهر مونفالکونه خواهرخواندهٔ نویمارکت ایندر اشتایرمارک هست.